# Kdo pozoruje pozorovatele?
Kdo pozoruje pozorovatele? (v anglickém originále Who Watches the Watchers?) je v pořadí čtvrtá epizoda třetí sezóny seriálu Star Trek: Nová generace. Točí se okolo problematiky Základní směrnice.

## Příběh
USS Enterprise D dorazí k planetě Mintaka III, aby doplnila zásoby a pomohla s opravami na stanovišti Federace, které má za úkol studovat kulturní vývoj Mintakanů – protovulkánské rasy na úrovni doby bronzové. Nehoda však způsobí, že holografická kamufláž této malé stanice se vytratí a spatří ji Mintakan jménem Liko. Vydá se směrem ke stanovišti a je zasažen elektrickým výbojem. Doktorka Crusherová jej transportuje na Enterprise za účelem léčby, ačkoliv to má za následek porušení Základní směrnice. Je vyléčen a po vymazání vzpomínek na tuto událost vrácen na planetu. Posádka jej dále sleduje, a zjistí, že výmaz paměti nefungoval tak, jak by měl. Liko si pamatuje na Picarda, a přesvědčil ostatní Mintakany, že kapitán Picard je jejich bůh.
Riker navrhne, že se společně s poradkyní Troi přestrojí za Mintakany a pokusí se rozptýlit mýtus o Picardovi, stejně jako najít pohřešovaného člena stanoviště, který po nehodě někam zmizel. Podaří se jim chybějícího průzkumníka najít, ale jsou chyceni Likem a dalšími Mintakany. Zatímco Rikerovi se podaří se zraněným členem uprchnout, Troi hlídají. Picard je nucen podniknout kroky k nápravě situace bez dalšího porušování Základní směrnice. Transportuje Nurii, vůdkyni vesnice, kde drží Troi, na Enterprise, a pokusí se jí ukázat, že on ani zbytek posádky nejsou žádní nesmrtelní bohové. Dokazuje to tím, že jí nechá být svědkem smrti člena posádky na ošetřovně. Pak se s ní vrací na povrch, kde zrovna zuří bouře, kterou Liko považuje za projev hněvu Picarda. Nuria se mu snaží vysvětlit pravdu, ale on si trvá na svém a myslí si, že Picard je nesmrtelný. A aby o tom všechny přesvědčil, namíří na něj luk a šíp. Picard řekne, že pokud je to jediný důkaz, který bude Liko akceptovat, tak ať tedy vystřelí. On tedy skutečně vystřelí, ale jeho dcera jej popostrčí, takže Picard je jen zraněn. Nuria ukáže Likovi Picardovu krev, a on s ostatními uzná, že není bůh. Picard a Troi se vrátí na Enterprise, a když je vyléčen, vrátí se ještě jednou naposledy na planetu. Tam vysvětlí Mintakanům, že stanoviště Federace bude odstraněno, aby se mohli vyvíjet podle svého. Než odejde, Nuria mu věnuje jako dárek šerpu.

## Zajímavosti
- Šerpu, kterou kapitán Picard obdržel na konci epizody jako dárek, lze pak několikrát spatřit v jeho kajutě po zbytek seriálu. Objeví se také v jedné z počátečních scén filmu Star Trek: První kontakt a v několika dalších ve filmu Star Trek IX: Vzpoura na USS Enterprise E.
- Název této epizody je přepis latinské fráze Quis custodiet ipsos custodes? Na televizní obrazovce se nicméně objevila verze bez otazníku. Oficiální internetová stránka Star Treku však uvádí opět verzi s otazníkem.
- Zde má také doktorka Crusherová poprvé na sobě modrý lékařský plášť, který pak nosila po zbytek seriálu. První sezónu a počáteční epizody třetí sezóny nosila přiléhavější a kratší verzi.
- V této epizodě hostuje herec Ray Wise, který je nejvíce znám jako Leland Palmer, otec Laury Palmer ze seriálu Městečko Twin Peaks.